# Grubeulepis westoni
Grubeulepis westoni är en ringmaskart som beskrevs av Pettibone 1986. Grubeulepis westoni ingår i släktet Grubeulepis och familjen Eulepethidae.
Artens utbredningsområde är Mexikanska golfen. Inga underarter finns listade i Catalogue of Life.